# Jerzu
Jerzu (Jersu in sardo) è un comune italiano di 2 924 abitanti della provincia dell'Ogliastra in Sardegna.

## Geografia fisica

### Territorio
Il territorio comunale di Jerzu è situato nella subregione barbaricina dell'Ogliastra e si estende su una superficie prevalentemente collinare, a 427 metri sul livello del mare; la parte meridionale è caratterizzata dalla presenza dell'ampia valle del rio Quirra, che origina in località Genna de Cresia, per poi dirigere verso sud. L'intera area appare coltivata, specialmente a vigneti, nel fondovalle, a cui si alternano uliveti, specialmente sul fianco destro. Ad est della valle il territorio si fa più scosceso, trovandosi le pendici del Monte Ferru, la cui punta, in comune di Tertenia, supera gli 800 metri s.l.m.
A nord di questo massiccio si estende la vallata del Pelau, una ricca campagna coltivata a vigneti e frutteti. Il fiume Pelau qua segna il confine nord con il territorio comunale di Gairo, mentre a monte, lo stesso fiume è noto come rio Pardu. Proprio nella profonda vallata del rio Pardu, a 450 m di altezza, si trova il centro abitato, sormontato dalle magnifiche formazioni dei tacchi dell'Ogliastra, in ottima posizione panoramica. I tacchi che dominano il paese sono chiamati Porcu de ludu (780 m) e Troiscu (849 m); segue poi verso nord il tormentato profilo del monte Tisiddu, interamente in comune di Ulassai.
La strada provinciale Jerzu-Perdasdefogu attraversa il punto più panoramico del territorio: la strada si snoda per alcuni chilometri fra le formazioni dei tacchi, in un paesaggio stepposo e quasi primordiale, fino a passare accanto alla Punta Corongiu, che, con i suoi 1009 metri s.l.m., è la punta più elevata del territorio di Jerzu. Fra i tacchi sorge la chiesa campestre di Sant'Antonio, teatro dell'omonima sagra, una delle feste più importanti del paese.
Il comune di Jerzu comprende pure una exclave, in territorio di Quirra, al confine con la provincia del Sud Sardegna; la frazione occupa parte dell'ampio fondovalle del rio Quirra, coltivato a vigneti, più una grande parte a monte, sul versante destro, lungo la stretta e boscosa valle del rio San Giorgio (Santu Orgiu), che dall'altopiano di Quirra affluisce nel rio sopra citato.

### Aspetti geologici
Gran parte del territorio di Jerzu presenta una successione di strati sedimentari risalenti al Paleozoico e al Mesozoico. Il monte su cui sorge Jerzu offre uno spaccato dei sedimenti accumulatisi su un lasso di tempo di circa 400 milioni di anni; gli strati più antichi, situati alla base lungo la parte inferiore della valle del Pardu, presentano alternanze di metarenarie, quarziti e filladi, di datazione a tratti incerta ma tendenzialmente attribuite al periodo compreso fra l'inizio dell'Ordoviciano e l'inizio del Carbonifero, risalendo verso gli strati superiori, fino alla base dei tacchi. I grandi torrioni sovrastanti, denominati tacchi, sono composti da depositi carbonatici (dolomie) risalenti al Giurassico medio.
La valle del Pardu segue la traccia di una faglia post-ercinica che tende poi a proseguire in direzione del rio Quirra, verso sud, attraversando il passo di Genn'e Cresia. I rilievi situati sulla parte opposta della valle, comprendenti le cime di Pitz'e monti e Is Paganus, presentano alla base rocce ignee intrusive come le tonaliti, cui si sovrappongono gli strati a metarenarie caratteristici del versante montano dove sorge il paese. Più a sud si trova invece parte della formazione del Monte Ferru di Tertenia, costituito alla base da leucograniti e alla sommità da rocce vulcaniche risalenti al Carbonifero e al Permiano, come la riolite e l'andesite.

### Problematiche ambientali
Due sono le piaghe che gravano sul territorio comunale di Jerzu.

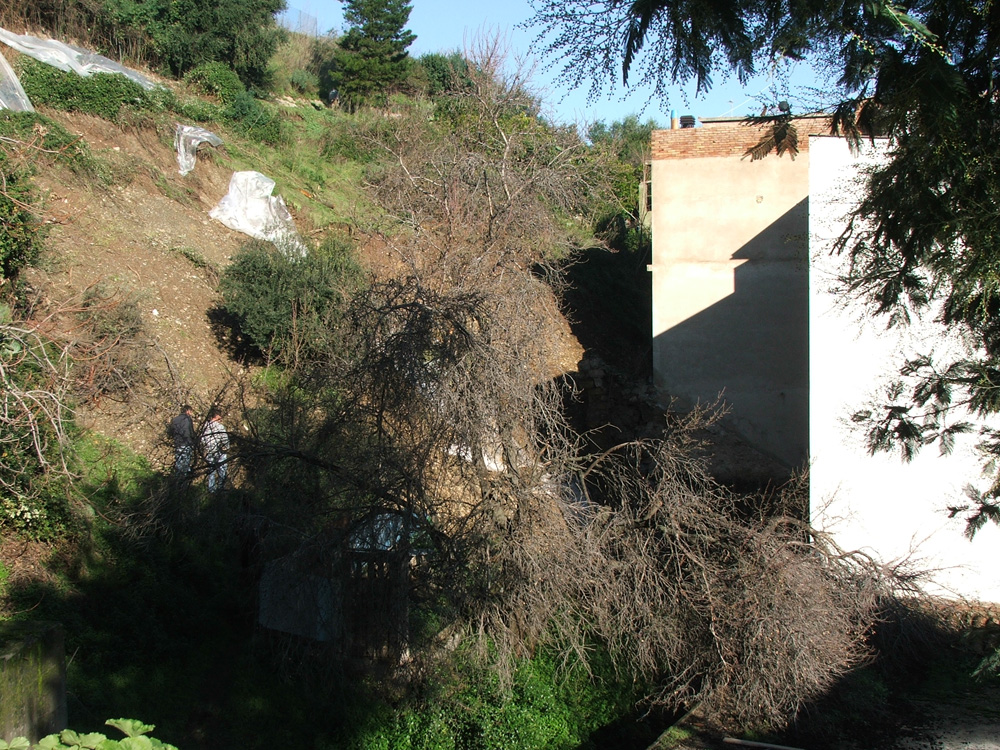
Una frana nel settore di Cort'e porcus : il rischio idrogeologico è uno dei flagelli del paese.

Il fattore più grave, come del resto un po' in tutta l'isola, è quello degli incendi. Finora, le aree sopra i tacchi sono miracolosamente scampate alle devastazioni dei piromani, ma diversi focolai arrecano ogni anno notevoli danni alle coltivazioni e ai vigneti. In particolare, si può citare l'immenso rogo dell'agosto 2004, quando un'area di oltre 500 ettari venne percorsa da un incendio che ridusse in cenere l'intera zona di Pitz'e Monti, Is Paganus e parte delle colline di Pelau. Nonostante gli sforzi dei Vigili del Fuoco, le fiamme imperversarono sulla zona per due giorni, sospinte da un forte vento di scirocco.
Il secondo fattore riguarda il rischio di dissesto idrogeologico. L'area in cui sorge in paese è composta da scisti, i quali, a seguito di interventi pesanti di smembramento, scivolano su sé stessi durante la stagione delle piogge. Negli anni, i canali naturali vennero colmati o deviati, e diverse unità abitative vennero costruite in aree a forte rischio: in particolare, il settore di Cort'e porcus, a nord del vecchio centro, risente di queste problematiche, e quasi ogni anno si verificano dei piccoli smottamenti.
Nel 2003 iniziarono i lavori di ammodernamento sulla provinciale che collega Jerzu alla località Genn'e cresia e alla Statale 125: il progetto prevedeva l'allargamento della strada e l'"appiattimento" di molti tornanti. Il risultato fu tuttavia il crearsi di una nuova area a rischio, che mai prima di allora aveva conosciuto il dissesto idrogeologico: la strada, ormai completata, è fortemente instabile, e necessita di continui interventi dopo ogni temporale; i proprietari dei terreni a monte della strada, ogni anno subiscono notevoli danni a causa delle frane; interi orti e vigneti vengono continuamente consumati dagli smottamenti.

## Storia

### Origini
L'area dove sorge l'attuale centro abitato era frequentata fin dal periodo nuragico: diverse testimonianze si ritrovano soprattutto in località Sa domu de s'Orcu, dove, sulle pendici della montagna, in posizione difensiva e strategica, sorge l'omonimo nuraghe. Testimonianze di insediamenti nuragici si ritrovano inoltre sulla cima del Monte Corongiu, il tacco più alto dell'attuale territorio di Jerzu. Si sa per certo che l'area fu uno degli estremi avamposti dei Romani, i quali da sempre ebbero serie difficoltà ad assoggettare le tribù barbariensi dell'interno.

### Il Medioevo

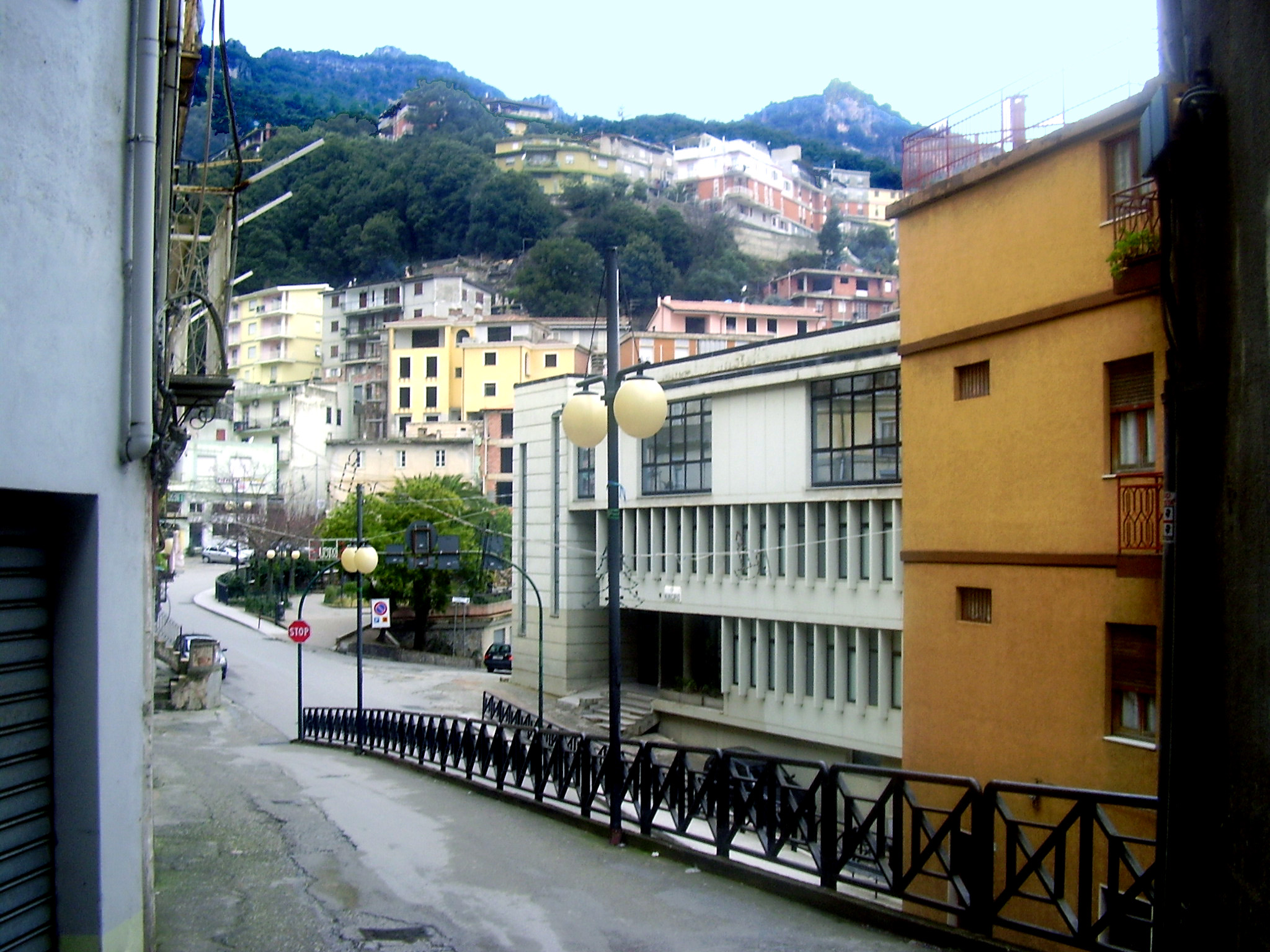
Vista del centro del paese.

Appartenne al giudicato di Cagliari e fece parte della curatoria dell'Ogliastra, della quale fu capoluogo prima di Lanusei. 
Il nome "Jerzu", nella sua forma più antica di Jerzzu, compare per la prima volta in un atto notarile del 1130, nel quale si afferma che un tale Arzocu De Lacon dona alla chiesa di Santa Maria di Lotzorai tutti i beni materiali del territorio di Jerzu, comprese le vigne e tutti i suoi servi. Alcuni passi all'interno dell'atto hanno aperto numerose questioni storiche e fatto avanzare, primo fra tutti, il dubbio circa la reale posizione originaria del paese: si afferma nel documento che Jerzu è compreso nella trigonia di Barbaria, assieme a Girasole, Tortolì e Bari Sardo; per il fatto che tutti questi centri sorgano a pochi chilometri dal mare, alcuni studiosi hanno avanzato l'ipotesi che l'insediamento originario di Jerzu non si trovasse in posizione attuale, bensì anch'esso a breve distanza dalla costa, molto probabilmente nei pressi dell'attuale area di Pelau Mannu (che, per altro, è sempre appartenuta al territorio di Jerzu), e che, successivamente, a seguito delle scorrerie Pisane durante la lotta tra i Giudicati, sia stato trasferito a monte. Questa ipotesi potrebbe essere avallata dal fatto che in altri atti del XIV secolo il paese venga citato col nome di Jerzu de montibus, come se venisse contrapposto ad un altro Jerzu, situato a valle. A sostegno della tesi opposta, ossia quella della presenza del paese nella stessa sede fin dal principio, vengono citati i nomi di altri paesi appellati storicamente con la locuzione de montibus, in cui non vi possono essere dubbi circa la loro posizione sempre arroccata fra le montagne.
Alla caduta del giudicato di Cagliari (1258) passò sotto il dominio dei pisani, e successivamente (1324) degli aragonesi, che lo incorporarono nella contea di Quirra, formatasi nel 1363 e data in feudo dal Re d'Aragona Pietro IV il cerimonioso a Berengario Carroz. Nel 1603 la contea fu trasformata in marchesato e data in feudo ai Centelles e successivamente agli Osorio de la Cueva, ai quali fu riscattato nel 1839 con la soppressione del sistema feudale.
Appare comunque evidente fin dal principio il forte legame tra la comunità di Jerzu e la coltivazione della vite, dal momento che all'interno dell'atto del 1130 si parla di una donazione di vigne.
Nel 1550, si evince attraverso i dati anagrafici parrocchiali che Jerzu contava 110 nuclei familiari, equivalenti a circa 450 abitanti. Successivamente, il decorso demografico appare legato fortemente alla produzione agricola e, in particolare, viticola: ad annate produttive corrisponde un aumento di popolazione, ad annate poco fertili un brusco arresto e decremento.

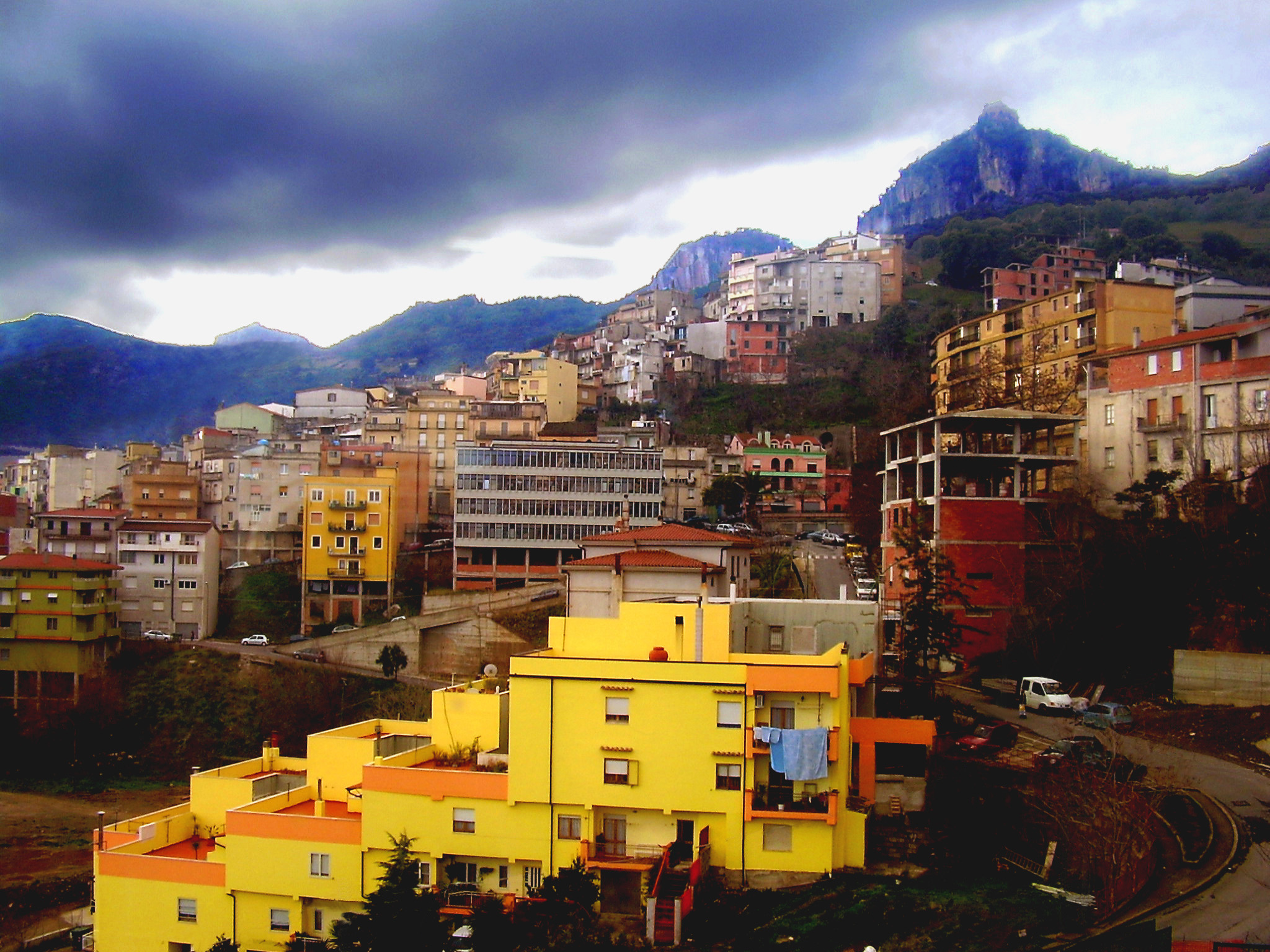
Vista del paese dalla parte bassa dello stesso (loc.Su Forreddu).

### La produzione e l'esportazione del Cannonau
Attorno al XVI secolo, prosperarono le cosiddette "Vie del vino", ossia le principali direttrici di esportazione del più tipico dei prodotti locali: il Cannonau di Jerzu. Tali vie erano la Via del Nuorese e la Via del Sarrabus; quest'ultima faceva tappa nella località marittima di Colostrai (in comune di Muravera), dove il vino veniva poi imbarcato nei velieri che vi sostavano, diretti verso il porto di Genova, da dove prendeva infine diverse vie continentali, giungendo fin nelle terre tedesche.

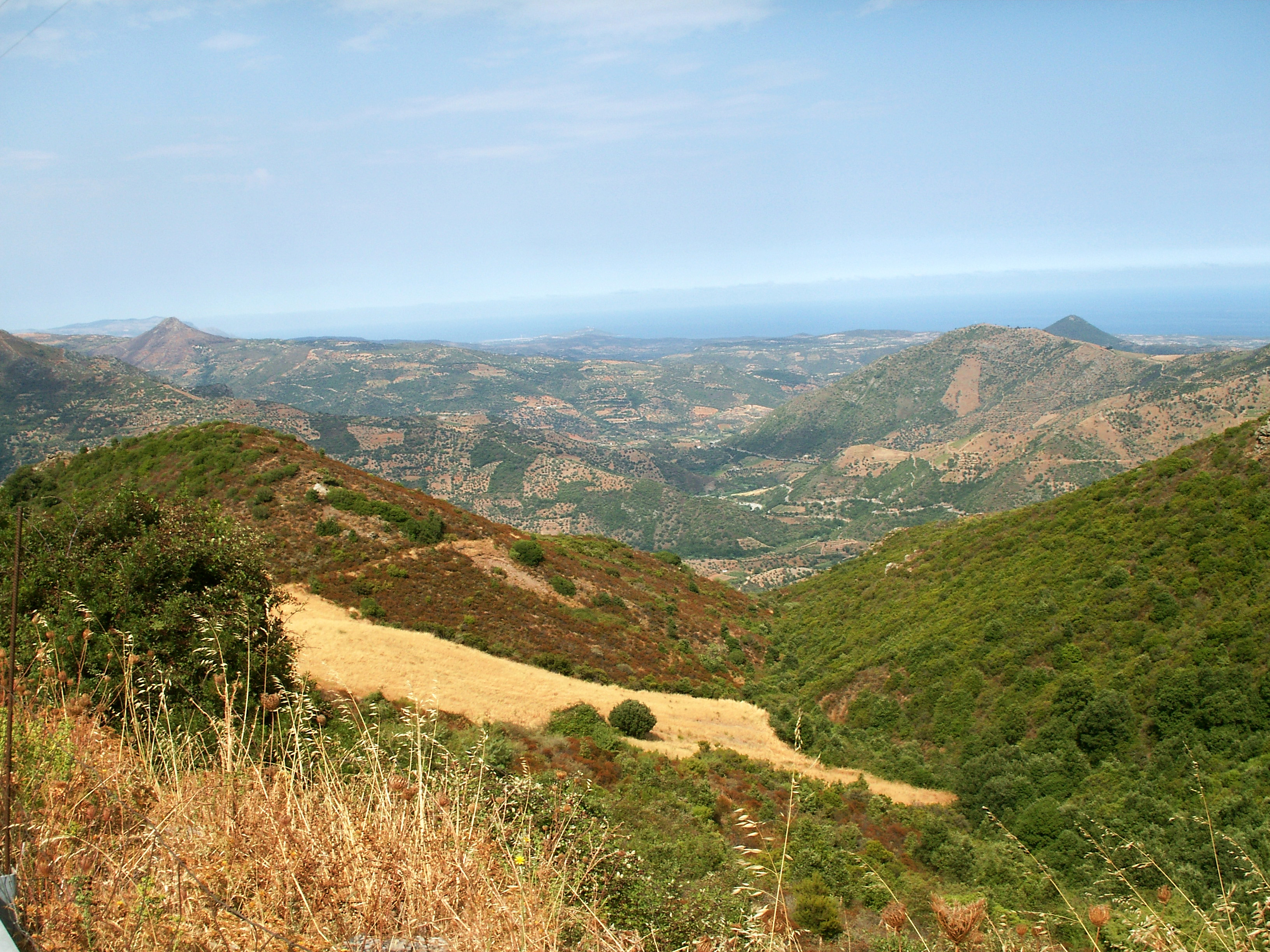
Panorama da sotto i tacchi; sono visibili la valle del Rio Pardu e, in lontananza, il Mar Tirreno, col porto di Arbatax.

Sul finire del XVIII secolo, si aprì un contenzioso tra il territorio del Sarrabus e il comune di Jerzu, i cui commercianti si sarebbero visti costretti a pagare una tassa di transito in territorio sarrabese. Gli Jerzesi riuscirono ad evitare la tassa appellandosi ad antichi codicilli.
Gli anni successivi videro gli Jerzesi costantemente impegnati nella promozione di una via di comunicazione alternativa al Sarrabus, per poter giungere a Cagliari attraverso il Sarcidano e la Trexenta. Nel 1870 Nicolò Businco, jerzese di nascita, lottò per la creazione di una linea ferroviaria che collegasse l'Ogliastra a Cagliari: nel 1893, dopo lunghi dibattiti e controversie, nacque la tanto ambita linea ferroviaria Cagliari-Arbatax, con una diramazione che da Gairo Taquisara giungeva dritta nella stazione alle porte di Jerzu. Fu un trionfo che segnò un decollo economico di tutta la comunità (a titolo d'esempio, basterebbe pensare che i commercianti di Jerzu, abituati a raggiungere Cagliari in ben 10 giorni, si ritrovarono improvvisamente il capoluogo sardo a sole 9 ore di viaggio).
A breve però, una gravissima epidemia di fillossera colpì l'intera Sardegna, e a pagarne le conseguenze fu in particolare la comunità di Jerzu: la pregiatissima varietà del Cannonau rischiò in quel periodo la totale estinzione, ma fortunatamente si riuscì a salvarne alcuni ceppi, innestandoli su dei portainnesti americani, geneticamente resistenti alla filossera. La varietà del Cannonau era salva, tuttavia, molti Jerzesi si videro costretti ad emigrare, in particolare verso le Americhe.
Nei primi decenni del XX secolo nacque l'idea di una produzione del vino a livello industriale e organizzato; quest'idea portò alla realizzazione, negli anni 1950, della comunità Antichi Poderi di Jerzu e alla fondazione della Cantina Sociale, che raccoglie l'uva dei contadini Jerzesi e non solo, producendo un vino oggi apprezzato a livello internazionale.

### La strage di san Sebastiano
La strage di san Sebastiano prende il nome dal triste fatto di cronaca nera accaduto il 21 gennaio del 1925, quando dei banditi mascherati approfittando del giorno in cui uscivano per la prima volta le maschere carnevalesche, entrarono nell'abitazione di Giovanni Boi di Jerzu in località "funtana e susu", allora unica casa costruita oltre il fiume, e ne sterminarono la famiglia, composta da otto persone lui compreso. Questo fatto suscitò scalpore nazionale tanto da costringere il duce Benito Mussolini ad abolire diverse feste e carnevali della zona ogliastrina prima e dell'intera Sardegna dopo. Di questo triste fatto venne implicato anche il bandito Samuele Stochino di Arzana ma poi venne completamente scartata ogni possibile relazione con i fatti, e dopo alcuni giorni vennero arrestati due giovani di Jerzu. La causa che portò alla strage fu collegata ad questioni di rapine e ad mancate restituzioni di denaro da parte del Boi. Jerzu essendo un paese ricco di notai e di imprenditori, era già da tempo mirino di briganti e luogo in cui era frequente la pratica delle grassazioni e delle bardane, spesso effettuate non solo da jerzesi ma da latitanti di paesi vicini come Ulassai e Gairo.

### Simboli
Lo stemma e il gonfalone del comune di Jerzu sono stati concessi con decreto del presidente della Repubblica del 3 novembre 2010.
Il gonfalone è un drappo troncato di azzurro e di rosso.

## Monumenti e luoghi d'interesse

### Sorgenti naturali
Numerose sorgenti hanno favorito, tutt'intorno al centro abitato, lo sviluppo di un gran numero di orti: in particolare, vanno citate le sorgenti di Bau 'e munsa, nei pressi della Cantina Sociale, tuttora tra le più ricche, la Madonnina, a poca distanza dal cimitero, e il complesso di Funtanedda, nella parte alta del paese. L'acqua di queste fonti è potabile.
Dove ora sorge l'hotel, in località Funtana 'e susu, vi era il "lavatoio"; adesso, l'acqua è stata incanalata per far spazio ad una piazza, e riprende a sgorgare sotto l'area di recente "urbanizzazione" di Su Forreddu.
Va citata inoltre la sorgente di Salemoni, lungo la provinciale che collega Jerzu alla Statale 125.

### Itinerari
Il paese si sviluppa in uno particolare abbraccio dei tacchi, in un percorso attrezzato per la pratica sportiva del Free Climbing.
Alcuni percorsi possono rivelarsi interessanti sotto l'aspetto naturalistico e geologico, E sono percorribili anche grazie all'ausilio professionale di alcune cooperative turistiche locali che offrono la possibilità di fare delle indimenticabili escursioni a piedi, in mountain bike e coi quad.

#### Dal paese a Sant'Antonio

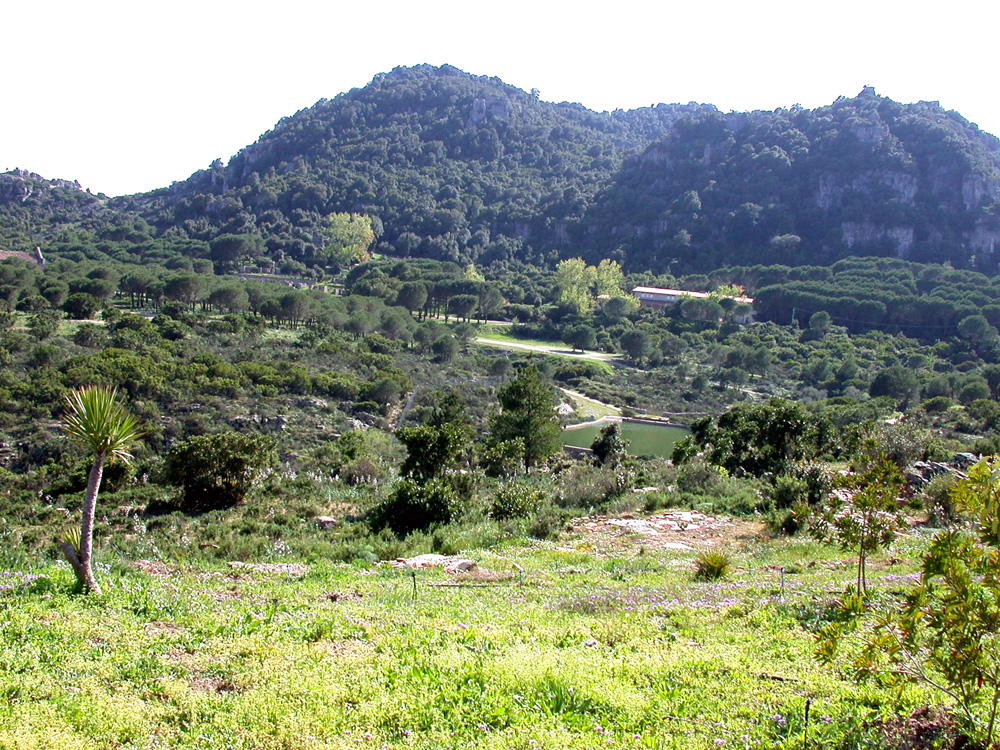
La località di Sant'Antonio.

Dal centro del paese, (località chiamata Regaliu, forse da Riu de Arrialìa, il Torrente della Discordia) una strada con fondo in cemento risale ripida il costone della montagna, incrociando la circonvallazione del paese; la strada prosegue entrando e uscendo da un bosco di lecci ai quali, in epoca recente, sono stati affiancati dei pini. A monte, la strada si ricollega con la provinciale Jerzu-Perdasdefogu, la quale, giunta al valico sotto il tacco di Porcu 'e ludu, prosegue sul fianco opposto al paese.

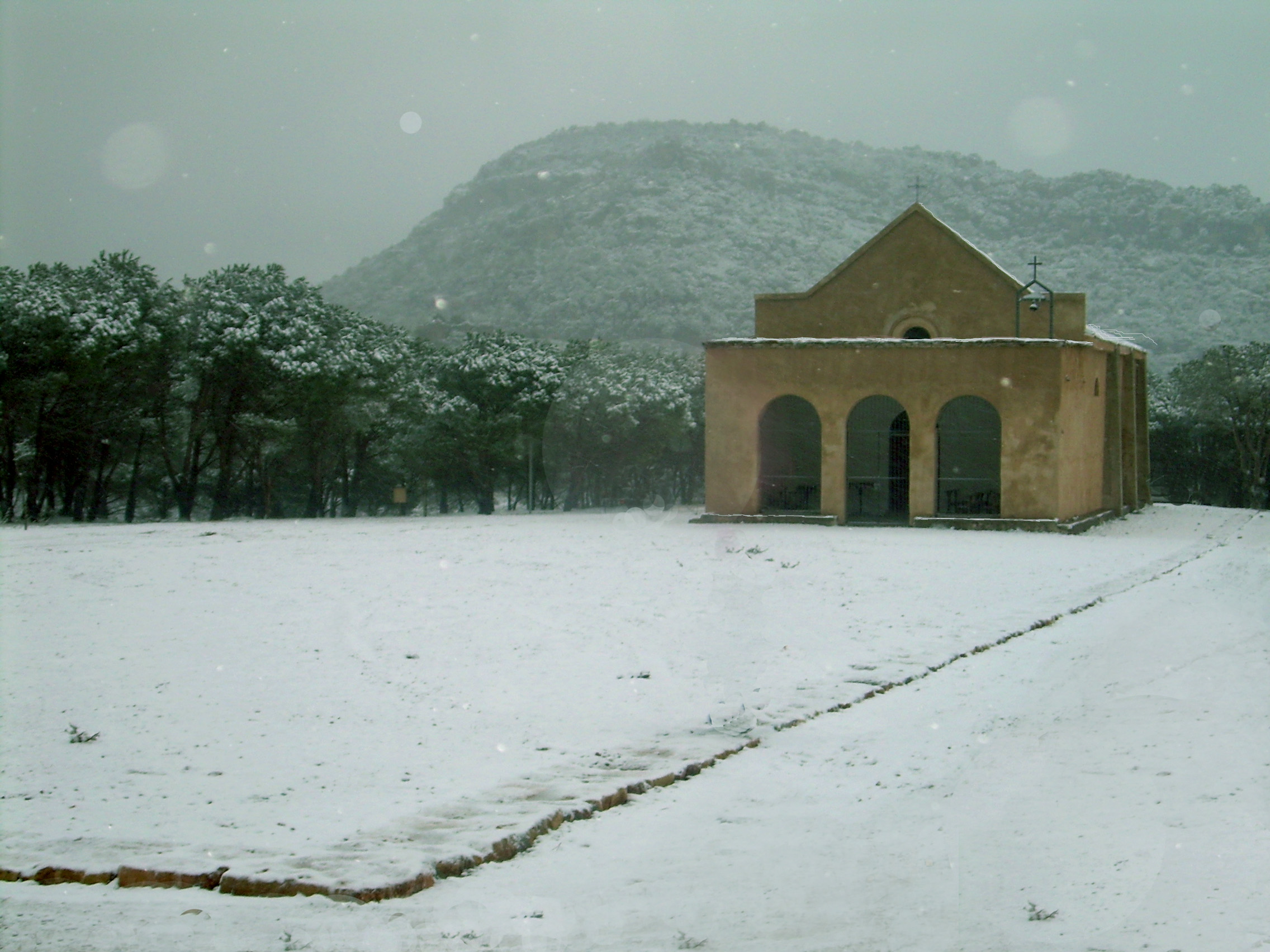
La chiesa campestre di S.Antonio sotto un'abbondante nevicata nel dicembre 2007.

Qua inizia il tratto più suggestivo: a destra della strada, i tacchi del complesso del Lumburau dominano la vallata alta del Rio Flumineddu, mentre a sinistra, si succedono i tacchi di Mamuttara; in lontatanza, verso nord, il tormentato profilo dei tacchi di Tisiddu, Su Àccara e di Osini. Durante i mesi piovosi la strada diventa uno dei punti più interessanti per l'osservazione della cascata di Lequarci, in territorio comunale di Ulassai. La flora lungo tutto il percorso montano è caratterizzata dalla presenza dei cisti, elicrisi e timi, che durante la primavera sprigionano i loro profumi. Al termine di un grande rettilineo, una deviazione a sinistra permette di raggiungere la località campestre di Sant'Antonio, adagiata su un piccolo pianoro ai piedi dell'omonimo tacco. L'intero percorso viene seguito a piedi durante la festa di Sant'Antonio, quando dalla chiesa di San Sebastiano a Cuccureddu, nella parte alta del paese, il simulacro del santo viene portato in processione fino alla chiesetta a Sant'Antonio.

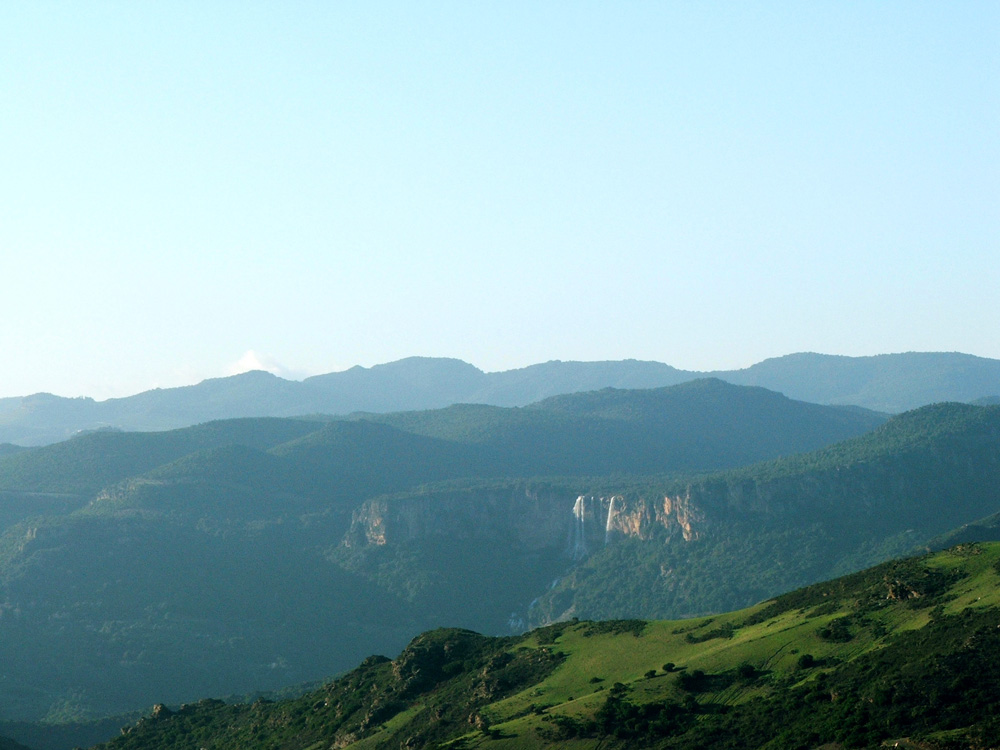
La cascata di Lequarci, in territorio di Ulassai, ripresa dalla provinciale Jerzu-Perdasdefogu.

#### Sotto i tacchi

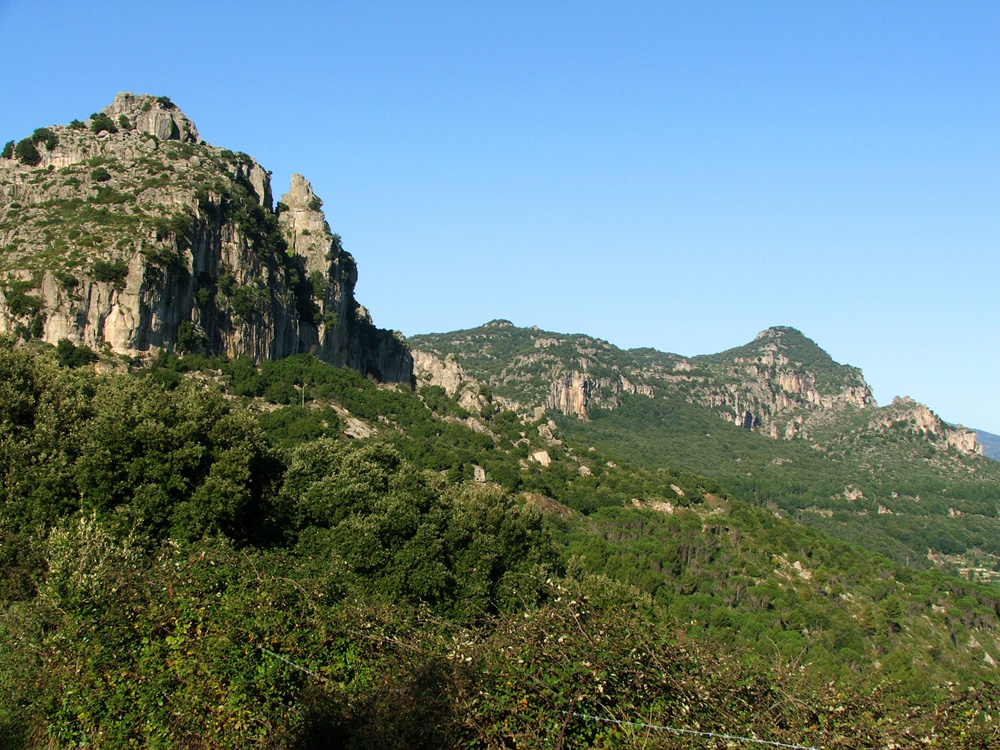
I tacchi di Tisiddu (in comune di Ulassai), sullo sfondo, e Troiscu (in comune di Jerzu), sulla sinistra, dominano il paese di Jerzu.

La strada provinciale Jerzu-Perdasdefogu ha origine nei pressi della vecchia stazioncina ferroviaria, al confine fra i comuni di Jerzu e Ulassai (più vicino a quest'ultimo); i suoi primi chilometri si snodano ai piedi dell'imponente mole del Monte Tisiddu, le cui cime ondulate sono ricoperte da una fitta foresta di lecci. Un sentiero caratterizzato dalla presenza di innumerevoli gradini risale lungo i crepacci del tacco, arrivando fino alla cima del Bruncu Matzeu, in territorio di Ulassai.

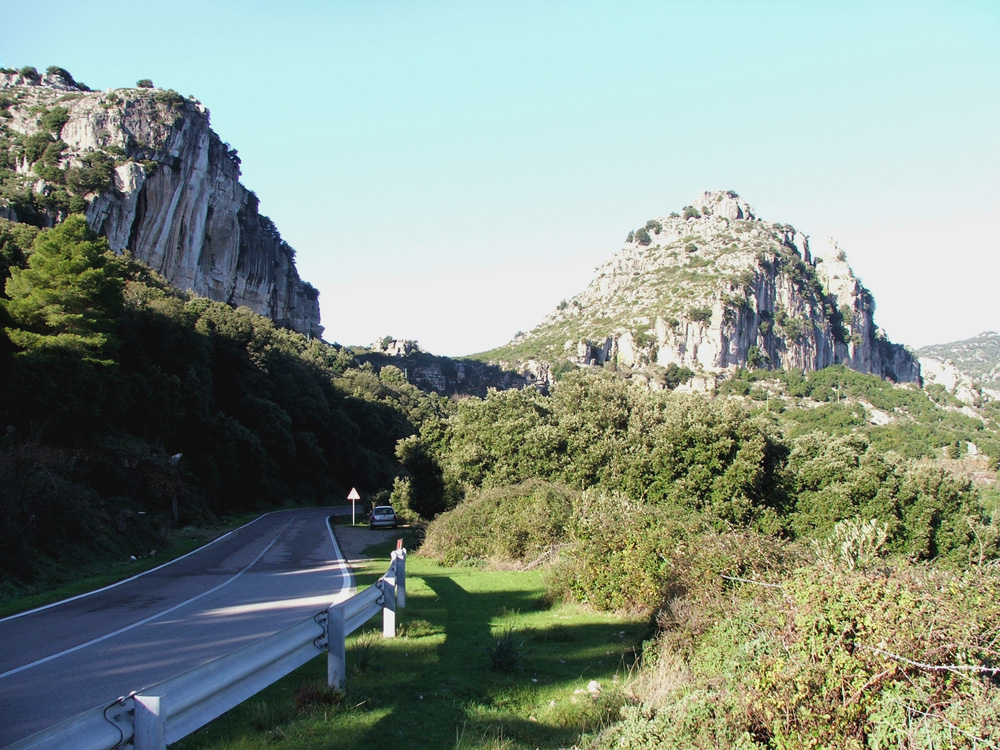
I due tacchi di Porcu 'e ludu, a sinistra, e Troiscu, sulla destra, sotto i quali si snoda la provinciale Jerzu-Perdasdefogu.

Lasciato alle spalle il Tisiddu, la cresta della montagna si abbassa, avvicinandosi notevolmente alla strada: in questo valico, chiamato Bau Arena, una strada sterrata permette di scollinare, regalando un'ampia visuale sulla valle alta del Rio Flumineddu, fino ai grandi terrazzamenti di Esterzili; questo passaggio è bruscamente interrotto dalla massiccia mole del Monte Troiscu, il tacco che domina più di tutti l'abitato di Jerzu, seguito dal grande complesso del Lumburau, la cui punta più orientale, nota come Porcu 'e ludu (letteralmente Maiale di fango) si sporge col suo profilo arrotondato sulla valle del Pardu.

## Società

### Evoluzione demografica
Abitanti censiti

- Alla fine dell'Ottocento, complice tra le altre cose anche l'apertura della ferrovia per Cagliari, Jerzu vede un forte aumento della popolazione.
- Il primo decennio del XX secolo è caratterizzato dalla massiccia emigrazione, dovuta alla grave crisi economica causata dalla filossera; tale emigrazione è controbilanciata però dal gran numero di nuovi nati.
- Il secondo dopoguerra vede il progressivo spopolamento del centro abitato; principali mete di destinazione restano le coste, in particolare Cagliari, dove, vigoroso e fecondo, si agita il vento del boom economico italiano.
- L'emigrazione prosegue tuttora, molte famiglie lasciano il paese d'origine per dirigersi in varie città dell'isola, tra le quali vi è pure lo stesso centro ogliastrino di Tortolì.

### Lingue e dialetti
La variante del sardo parlata a Jerzu è l’ogliastrino, anche detto Campidanese ogliastrino, con alcune influenze barbaricine.

### Istituzioni, enti e associazioni

Jerzu sotto la neve nel marzo del 2007

Il paese è sede di un poliambulatorio e della clinica privata "Istituto Ortopedico Mario Tommasini", fondato dall'ulassese Giovanni Lai nel 1951, dei cui servizi beneficiano anche gli abitanti dei centri vicini.

## Cultura

### Istruzione
Jerzu è un importante centro culturale e scolastico nel territorio ogliastrino fornito di un'ampia biblioteca comunale con internet point, oltre alle scuole materne, elementari e medie, va segnalato il fatto che il suo liceo scientifico fu il primo ad essere fondato nell'antica provincia di Nuoro. Nel paese è presente pure un istituto tecnico commerciale; entrambe le scuole intercettano la quasi totalità del flusso studentesco dell'Ogliastra del sud.

### Musei
Il paese ospita un ricco Museo Parrocchiale con reperti dal 1500 ai primi del 1900, tra ostensori, abiti talari, breviari e liturgie in uso all'epoca. 

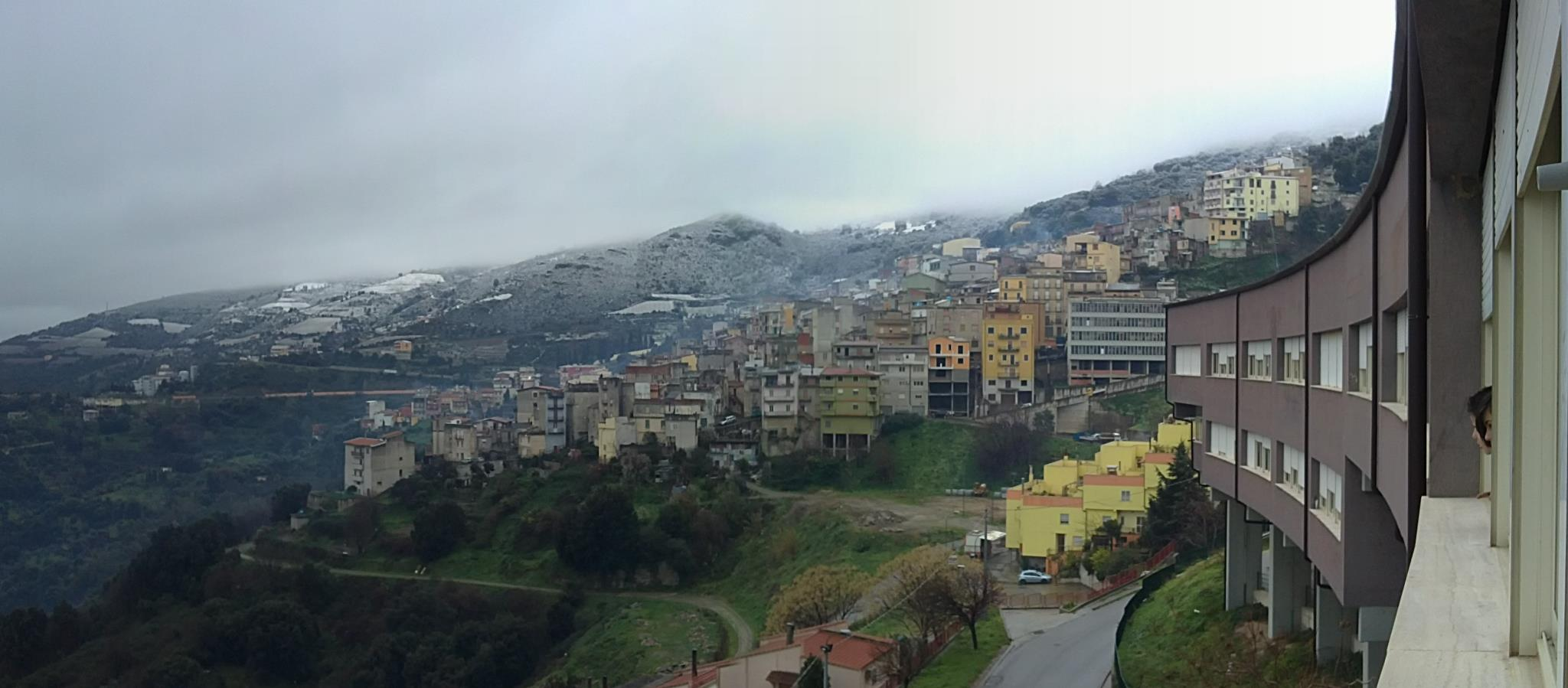
Panoramica, dall'I.S.S. A.Businco, dei monti sopra Jerzu innevati nel febbraio 2012

### Eventi

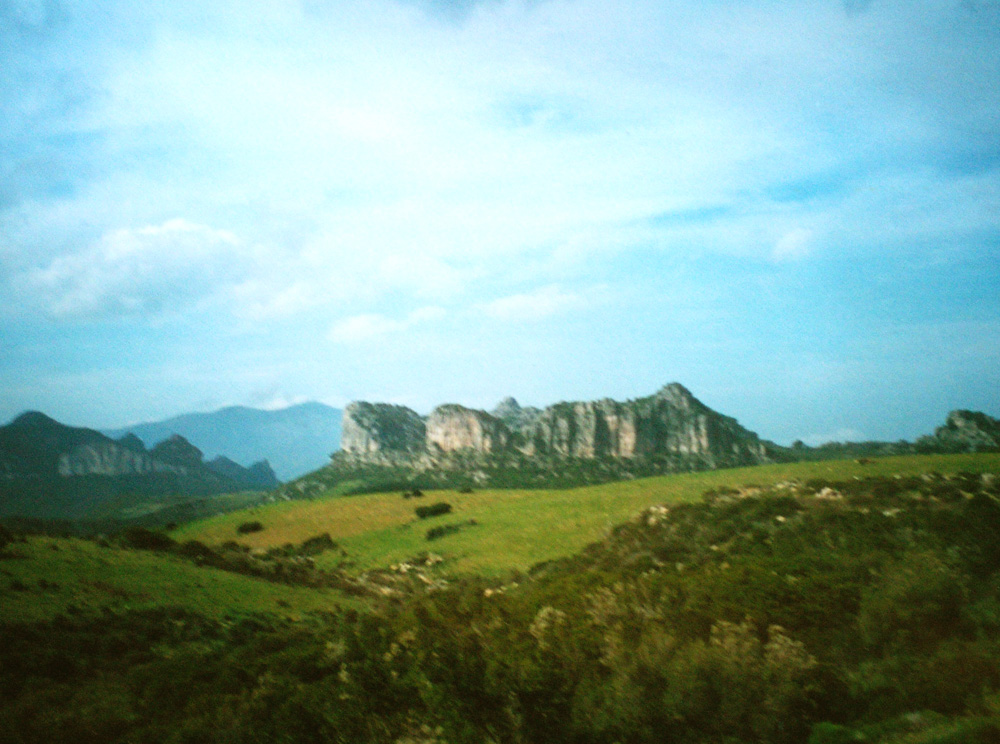
Il complesso dei tacchi di Lumburau, ripresi in una cupa giornata invernale.

Jerzu, città del vino, città delle delizie, città dei tacchi, ma anche città del teatro e del folklore.
Le principali festività si svolgono nel periodo estivo:
- I Fuochi Sacri dei Nostri Padri, ultima settimana di aprile, trae spunto da un racconto del medico/scrittore Tonino Serra. Durante l'evento si accendono dei fuochi in vicinanza di siti nuragici in modo da emulare gli antenati e comunicare in maniera sequenziale come si faceva 3000 anni fa. Nel 2019 si accendono 11 fuochi su altrettanti siti distribuiti nella valle del Pardu.
- Madonna delle Grazie, seconda settimana di maggio: si svolge nella località Pelau Mannu, nei pressi di un'antica chiesa campestre;
- Sant'Antonio, il 13 giugno: è la festa più importante del paese, in cui il simulacro del santo viene portato in processione dalla chiesa di S. Sebastiano, posta nella parte alta del paese, fino alla chiesetta campestre a lui dedicata, in un suggestivo pianoro circondato dai tacchi;
- San Giacomo e Sant'Anna, l'ultima settimana di luglio;
- La Sagra del Vino, si tiene nell'ambito dello Jerzu Wine Festival, generalmente la prima domenica di Agosto: promossa e coordinata dall'amministrazione comunale e organizzata dalla Pro Loco e dalla Cooperativa Antichi Poderi, è una festa di recente istituzione. A un'imponente sfilata folkloristica vengono invitati gruppi tradizionali dai diversi paesi sardi, stati stranieri, e si procede alle degustazioni delle varie qualità di vino Cannonau, e dei prodotti tipici locali come i "culurgiones", le "coccoi prenas", la "coccoi de tamata", e i dolci, anche all'interno delle cantine di molti privati;[8]
- Calici di Stelle, il 10 agosto, connessa alla Sagra del Vino, si sviluppa all'interno di un'atmosfera in giro per le antiche cantine del centro storico dove i turisti possono degustare i vini più pregiati, distribuiti nei calici di vetro, accompagnati dalla degustazione dei prodotti tipici locali. Il tutto accompagnato dalla musica degli artisti di strada, i tenores, e il magico suono delle launeddas.[8]
- Teatro Ogliastra, Festival dei Tacchi: durante la prima settimana di agosto si svolge l'importante festival teatrale di valenza nazionale.

## Geografia antropica
Il territorio comunale comprende anche l'isola amministrativa di Contissa, avente una superficie di 18,92 km².

## Economia
Il comune da sempre è legato alla tradizione vitivinicola.

## Infrastrutture e trasporti
Il comune di Jerzu è servito da diverse tratte di autobus dell'ARST: l'azienda di trasporto regionale effettua collegamenti giornalieri con la città di Cagliari, seguendo il vecchio tracciato della Statale 125, e con gli altri centri dell'Ogliastra, in particolare Lanusei e Tortolì. Altre corse giornaliere per Cagliari passano attraverso i centri di Perdasdefogu e Ballao, organizzando un servizio capillare di collegamento fra quasi tutti i centri abitati dell'Ogliastra e, durante i mesi estivi, collegando il paese alla Marina di Cardedu, in particolare con la spiaggia di Museddu, da sempre località balneare degli jerzesi.

## Amministrazione
| Periodo        | Periodo        | Primo cittadino     | Partito                          | Carica  | Note   |
| -------------- | -------------- | ------------------- | -------------------------------- | ------- | ------ |
| 23 aprile 1995 | 16 aprile 2000 | Luciano Mereu       | liste civiche di centro-sinistra | sindaco | [ 9 ]  |
| 16 aprile 2000 | 9 maggio 2005  | Luciano Mereu       | liste civiche di centro-sinistra | sindaco | [ 10 ] |
| 9 maggio 2005  | 16 giugno 2008 | Marcello Piroddi    | L'Unione                         | sindaco | [ 11 ] |
| 16 giugno 2008 | 27 maggio 2013 | Mario Marco Piroddi | lista civica "Insieme per Jerzu" | sindaco | [ 12 ] |
| 27 maggio 2013 | 10 giugno 2018 | Roberto Congiu      | lista civica "Per Jerzu"         | sindaco | [ 13 ] |
| 10 giugno 2018 | 29 maggio 2023 | Carlo Lai           | lista civica "Jerzu Futura"      | sindaco | [ 14 ] |
| 29 maggio 2023 | in carica      | Carlo Lai           | lista civica "Jerzu Futura"      | sindaco | [ 15 ] |